# 圖書館戰爭
《圖書館戰爭系列》（日语：図書館戦争シリーズ），是日本作家有川 浩所著的小說，以及根據小說改編而成的漫畫、電視動畫、劇場版動畫與真人電影。小說插畫由徒花スクモ繪製。繁體中文版由台灣角川代理發行；简体中文版由天闻角川代理發行，湖南美术出版社出版。電視動畫由Production I.G製作，日本於2008年4月11日至2008年6月27日首播。
2015年榮獲SUGOI JAPAN Award娛樂小說部門首獎。

## 故事簡介
在架空世界的日本，為了公序良俗等理由，政府制定了侵犯人權的「媒體良化法」（媒體優質化法），並成立了「媒體良化委員會」（媒體優質化委員會）與「良化特務機關」（優質化特務機關）來進行媒體檢閱工作。與這個強權機關對抗的唯一組織，即為「圖書館」。一群熱愛图书馆自由的人們，武裝自己與良化機關進行戰爭，守護圖書館的自由。笠原郁在高中的某一天看到了想買的書，卻遇上了良化委員會的成員，這時卻出現了一名圖書隊員，使對方離開。西元2019年（正化31年），笠原郁加入了戰爭……

## 作品設定

### 圖書隊
以圖書館為根據地的獨立防衛組織，徽章是洋甘菊，是稻嶺和市夫人的愛花，花語為「苦難中的力量」。日野的惡夢事件發生後，在日本10個地區設立分部。為了對抗國家所屬的良化組織，其人事及預算均為獨立管理。
組織初時使用手槍，後來開始使用購自警方與自衛隊的步槍、衝鋒槍及狙擊槍等武器。圖書隊是專門擔當圖書館警衛與相關任務的組織，由於長年的實戰衝突，戰鬥經驗比自衛隊及警察更為豐富。
圖書隊中負責防衛的圖書基地司令與負責圖書館業務的館長屬同級，兩者可能會因為意見不同而互相爭持。而圖書隊中亦有主張維護獨立原則的「原則派」和尊重地方政府行政管轄權的「行政派」。雖然兩者都矢志守護圖書，關係卻處於緊張狀態。更有甚者，還有手塚慧設置的第三派別「未來計劃」（自稱中立派），主張圖書隊升格為中央政府文部科學省轄下機構，與媒體良化委員會平起平坐，以此作為消滅審查之契機。為此圖書隊的審查對抗權得大幅讓步，但實現消滅審查卻可能是幾十年後的事，期間國民受審查的影響反而更大。

#### 業務部
負責圖書館內一般業務，通常是圖書館的一般職員，在檢閱戰鬥發生時協助引導民眾退避及封鎖圖書檢索用終端機，同時也進行館內小型事件的處理及防止書籍遺失或破損。

#### 防衛部
防衛員的一般裝備是警棍、手銬、手槍（SIG P220）、衝鋒槍、頭盔、KEVLAR防彈背心。負責防禦圖書館及館內重大異常事件排除，防止書籍遺失或破損。此外亦會與媒體良化隊（優質化特務機關）隊員及其支持組織的恐怖份子交戰。

#### 圖書館特殊部隊
由防衛員當中選出精銳部隊。關東圖書隊約有50名。執行圖書館事務、要人護衛以至大規模戰爭等任務。通常裝備是豐和64式7.62毫米自動步槍（訓練用）、89式5.56毫米突擊步槍、M24狙擊手武器系統、PM-9衝鋒槍及SIG P220手槍、防彈盾（小說版）、硬鋁盾（電視版）、頭盔、KEVLAR防彈背心。亦會使用UH-60黑鷹直昇機（UH-60JA）以及解除恐怖份子所使用化學武器與炸彈的化學裝與防爆衣。其他裝備包括通話機、GPS定位器及急救箱等等。

#### 後方支援部
負責整備與配置藏書、軍備以及其他物流工作，部份後勤支援的工作會外包給一般企業。

#### 總務部
管轄圖事館人事的部門。

#### 圖書館情報部
構想中的部門，柴崎為候補生。

#### 圖書大學
圖書隊設立時間所設立的圖書隊附屬教育機關。目的是儘早培育優秀圖書隊員。學生在學習期間會進行工作，畢業後，根據成績被任命為三等圖書正或圖書士長（正化31年時大學畢業為一級圖書士、高校畢業為二級圖書士）。開校10年停辦，原因是確保成員人數，但閉校原因有多個說法。堂上篤和小牧幹久是最後一屆畢業生。

#### 階級及徽章
特等圖書監
徽章是大甘菊花。職務包括圖書隊司令和基地附設大型圖書館的館長。
一等圖書監
徽章是兩本未打開的書上有三朵甘菊花。
二等圖書監
徽章是兩本未打開的書上有兩朵甘菊花。職務包括地方副基地的副司令。
三等圖書監
徽章是兩本未打開的書上有一朵甘菊花。
一等圖書正
徽章是未打開的書上有三朵甘菊花。
二等圖書正
徽章是未打開的書上有兩朵甘菊花。
三等圖書正
徽章是未打開的書上有一朵甘菊花。三正或以上可以行使指定斟酌圖書的保護權。（圖書大學優異畢業生之初授階級）
圖書士長
徽章是三本V字形打開的書。（圖書大學畢業生之初授階級）
一等圖書士
徽章是兩本V字形打開的書。（大學畢業隊員完成訓練後之初授階級）
二等圖書士
徽章是一本V字形打開的書。（大學畢業隊員受訓時之階級，未有大學學歷隊員完成訓練後之初授階級）
三等圖書士
徽章是一本未打開的書。（未有大學學歷隊員受訓時之階級）
臨時圖書士、臨時圖書正、臨時圖書監
對應後勤支援部的外包人員所有。臨時隊員的權限限定在後勤支援部裡。

### 圖書館法
為了對抗媒體良化法將現有的圖書館法修改。在原有的三章之後，添加把《圖書館自由宣言》改寫成的第四章而制定，被稱為「圖書館的自由法」。

#### 法律構成
- 第一章：總則(第一條到第九條)
- 第二章：公立圖書館(第十到第二十三條)
- 第三章：私立圖書館(第二十四到第二十九條)
- 第四章（圖書館的自由） - 圖書館的武裝化(第三十條到第三十四條，參照日本圖書館協會的「圖書館自由宣言」)
  - 第三十條：圖書館有收集資料的自由。
  - 第三十一條：圖書館有提供資料的自由。
  - 第三十二條：圖書館必須保守使用者的秘密。
  - 第三十三條：圖書館得以拒絕所有不當的審查。
  - 第三十四條：圖書館的自由被侵犯之時，吾輩必團結力守自由。
  - （具體的施行細則另行公佈，這一點跟媒體優質化法一樣。）

### 媒體優質化法
年號由昭和改為正化時設立的法律，對青少年有害情報及侵害人權的內容取締的法律，取締範圍包含書籍.各類媒體及不雅粗俗之用詞用字，由於此法的實施造成當時書本價格暴漲三倍之多，同時也讓民眾對於圖書館依賴性大增。
媒體良化法是由法務省轄下的媒體良化委員會執行，具體執法透過設於各都道府縣的「媒體良化特務機關」代為執行，所以和屬於廣域地方自治機構的圖書隊相比，特務機關隸屬中央政府，資源和人手都充足得多。特務機關有權沒收除了私人擁有物以外的任何物品，而且執行職權時受阻礙有權使用武力，包括開槍，這點亦比限於圖書館內使用武力的圖書隊寬鬆得多。

### 麥秋會
支持媒體良化法的激進團體，從事各種犯罪行為，包括綁架稻嶺司令以威脅圖書隊銷毀情報歷史資料館捐贈、不利媒體優質化法的證據。小說中麥秋會與媒體良化委員會關係不明。真人版電影中，則受媒體良化特務機關的指使而行動，而且其中一個幹部還戴上跟「日野的惡夢」元兇相同的手鐲，暗示為同一人。

### 日野的惡夢　事件
正化11年（1999年），媒體良化委員會的支持組織襲擊日野市立圖書館。前年日野市立圖書館因規模擴大而轉移至新館，因館員尚未熟悉新館格局及構造，導致日野市立圖書館閱覽室在二十分鐘內即失守，館員被迫固守地下書庫，隨後控制系統以及安全設備遭破壞並被組織縱火。雖然圖書館在遭襲擊的當下立刻通知警方，但警方刻意忽略，僅有巡警至現場封鎖圖書館周圍後就未有其他動作。當時日野市立圖書館館長稻嶺和市擔心館員們的安危忍痛下令撤離，但在撤離過程中受到嚴重槍傷，導致其右腳大腿下一半截肢；包括稻嶺妻子在內的13人在衝突中陣亡。除了一本書（書的內容為地方史，原收藏於市公所資料室，後因稻嶺長年交涉後由圖書館接收。在事件中為稻嶺和市之妻所救，但因遭槍擊導致書上沾染血跡。事後因沾染血跡無法出借予使用者而得以保留在稻嶺和市手中。）得到保全外，其餘書籍皆被火燒毀或因滅火行動的灑水損毀。事後，為了對抗良化委員會，稻嶺決定為圖書館增強防衛，開始購入火力更強的槍械。

### 年號「正化」
本作的年號正化是昭和之後的一個年號。此外，正化、平成和修文是昭和天皇駕崩後下一個年號三個預定名稱之一。

### 故事年表
正化元年（1989年）﹕媒體優質化法頒行。

正化4年（1992年）﹕堂上篤和小牧幹久出生。

正化9年（1997年）﹕笠原郁、柴崎麻子和手塚光出生。

正化11年（1999年）﹕「日野的惡夢」。

正化16年（2004年）﹕圖書隊成立，圖書大學同時設立。

正化26年（2014年）﹕圖書大學停辦，堂上篤和小牧幹久自圖書大學畢業(領三等圖書正銜)。笠原郁於書店為堂上篤所救。

正化29年（2017年）﹕堂上和小牧昇為二等圖書正，自防衛部調入圖書特殊部隊。

正化31年（2019年）﹕笠原郁加入圖書隊（故事開始，《圖書館戰爭》內容）

正化32年（2020年）﹕手塚慧設計陷害笠原郁，事後告知「王子」就是堂上。（《圖書館內亂》內容）

正化33年 (2021年) ﹕笠原、柴崎和手塚光昇為士長。茨城縣展警備，稻嶺司令因水户圖書館被滲透一事引咎辭職，獲新司令彥江邀 請留任顧問。玄田隊長跳級昇為一等圖書監。（《圖書館危機》內容）

正化34年（2022年）﹕圖書隊保護作家當麻藏人。（《圖書館革命》內容）

正化35年（2023年）﹕笠原、柴崎和手塚光昇為三等圖書正，堂上和小牧昇為一等圖書正。（《別冊圖書館戰爭I》內容）

正化36年（2024年）﹕堂上篤與笠原郁結婚。

正化37年（2025年）﹕手塚慧成功爭取修例，審查時禁用槍炮。手塚光與柴崎麻子結婚（《別冊圖書館戰爭II》內容）。

## 登場人物

### 主要人物
笠原郁（聲優：井上麻里奈）
稱號熱血笨蛋（熱血バカ）。22歲，身高170公分，茨城縣水戶市出身。圖書館特殊部隊的第一名且唯一一名女性隊員、堂上班班員、一等圖書士（後來晉升為圖書士長及三等圖書正）。運動神經超群，跑得比很多男隊員快而且有怪力，不過圖書館業務和學術方面差勁無比。高中時代曾被某圖書館隊員（開始時不知道其實就是堂上篤，擅自稱呼為王子大人並且極度崇拜他）所救，而立志要成為圖書館隊員，時常以「王子」和堂上教官做比較。後來與堂上篤結婚冠夫姓為堂上郁，因此也被屬下稱為「堂上教官」，特殊部隊的人和柴崎依然以舊姓「笠原」稱呼她，其他人則稱之「堂上三正」作區分。
其他稱號尚有「山猴」（山ザル）、「殺熊笠原」、「血腥笠原」、「溫室培養純情少女．茨城縣產」等。胸部為A罩杯，有美腿和纖瘦的模特兒體型。雖然平日行徑男性化被譏為「山猴」，但穿著稍為女性化和化了淡妝也是迷人美女，所以當圖書館內有偵查需要時，常被玄田隊長當成具戰鬥力的誘餌。家中有父母和三位兄長。因為童年時曾經跌傷頭部，母親因此對郁的好動很看不過眼，並反對她加入圖書隊。家族是農業出身，但父親現於縣廳工作。
堂上篤（聲優：前野智昭）
稱號是易怒的矮子。27歲，身高165公分。圖書館特殊部隊、堂上班班長、二等圖書正（後來晉升為一等圖書正）。笠原郁的指導教官，初時被笠原郁直接稱為「矮子」。他是圖書館特殊部隊最矮的一人，身高比女主角笠原郁還矮。圖書館業務和戰鬥均表現出色，充滿強烈的責任感，對於新人圖書館隊員以嚴格見稱，有「魔鬼教官」的綽號。原本跟笠原郁一樣屬於「未考慮就行動」的行動型人物，當年拯救笠原後開始反省和自我控制，現在更為重視常識和理智。對於言行跟自己往日相似的笠原郁，內心常有「別把我扔掉的東西捧著當寶」之嘆。跟堂上合作多年的小牧，就多次指出他們兩人本質很相似，兩人加起來會是更衝動的組合。
手塚光的兄長寄給笠原郁的信中，掀穿了王子大人就是堂上教官的真相，堂上後來與笠原郁結為夫妻。家中有父母和一個叫「靜佳」的妹妹，關係不錯。母親任職護士。
小牧幹久（聲優：石田彰）
稱號是笑著書大道理27歲，身高175公分。圖書館特殊部隊、堂上班副班長、二等圖書正（後來晉升為一等圖書正）。堂上的同事，與堂上同期於圖書大學畢業，一起擔任笠原郁的指導教官。言行舉止和堂上幾乎相反，溫柔、常說好話來安慰和鼓勵人，容易被小事戳中笑點；會說笑但對於認定的「正道」更為堅持，笑著說起教來給人的壓力比堂上還大。他由一開始就知道「王子大人」的事蹟，所以不時勸告笠原，也是堂上和笠原可以信任的傾訴對象。與中澤毬江交往中。
手塚光（聲優：鈴木達央）
稱號頑固少年（頑な少年）。22歲，身高180公分。圖書館特殊部隊、堂上班班員、一等圖書士（後來晉升為圖書士長及三等圖書正）。父親是圖書館協會的會長。一個極度努力的天才，對自己和他人都十分嚴格，儘管有懼高症依然全力克服忍耐。極度崇拜堂上教官，因為言行與堂上相似，被笠原稱為「小堂上」。起初不滿笠原郁辦事能力差勁而且經常與堂上教官鬥嘴，所以老是言語上攻擊她，後來才逐漸發現笠原郁的優點。在特殊部隊內擔任狙擊手，可是對小孩子一籌莫展，升遷考試時求助於柴崎麻子（柴崎事後收了報酬）。
家中有父母和兄長，有戀兄情結。兄長手塚慧是《未來計劃》的策劃人，兩者起初因為未來計劃而交惡，後來因為柴崎從中推動，手塚慧成功爭取在審查時禁止使用槍炮，兩者關係稍有改善。在小說別冊第二集後段中與柴崎麻子結為夫妻。
柴崎麻子（聲優：澤城美雪）
稱號是包打聽。22歲，身高157公分。武藏野第一圖書館業務部的館員、一等圖書士（後來晉升為圖書士長及三等圖書正）、實驗情報部候補生。笠原郁室友。擁有敏銳的頭腦、端莊的容貌、以及超級厲害的情報收集能力，關東圖書隊之花。是長髮美人，在房間內會戴眼鏡(原著小說沒有具體提及，但動畫和真人電影採用此造型)。在圖書隊內外都吸引了很多支持者，但她對這些人都沒興趣，只擺出一副「業務用」的笑容。表面溫和但內心好勝。作為室友的笠原郁時常向她求助。
家在金澤，家中有父母弟妹。在小說別冊第二集後段中與手塚光結為夫妻。
玄田龍助（聲優：鈴森勘司）
稱號是吵架中年（喧嘩屋中年）。43歲，身高185公分。防衛部的圖書館特殊部隊隊長、三等圖書監（在茨城縣展事件後跳級晉升為一等圖書監）。充滿著義理人情的豪傑，受人尊敬，非常喜歡惡搞新進隊員跟其他隊員，創造「熊來驚」等多種惡搞隊員的活動。為人大膽、不按牌理出牌，經常策劃看來毫無道理的作戰計劃（堂上經常反對但通常阻止不了），但最後證明是考慮到實際情況後的最有效手段。指揮能力一流，小田原情報歷史資料館攻防戰及茨城縣展攻防戰皆有極為優秀的表現，深受稻嶺司令的信賴。身型雄偉結實，在茨城縣展攻防戰中為保護展品身中23槍，因此休養了一個月。自認最擅長的是「大人吵架法」，曾以此教導反對學校圖書館審查的中學生。
跟世相社記者折口曾經同居過，但因為理念不同而分開，曾經答應「如果六十歲還嫁不出我就會娶妳」。在「DVD SPECIAL STORIES 5」中，由於審查禁用槍炮後工作危險度下降，在稻嶺的鼓勵下決定跟折口結婚。
稻嶺和市（聲優：佐藤晴男）
關東圖書館基地司令、特等圖書監（茨城縣展事件後辭去司令一職，經由新任司令彥江光正的邀請成為圖書館特別顧問，退休前特別讓玄田跳級晉升）。圖書隊制度的創始人，表面上是個平靜優雅的老人，但性格堅毅，和玄田一樣敢於讓部下自由行動。正化11年2月7日發生「日野之惡夢」事件時，是日野圖書館的館長，在襲擊中受嚴重槍傷，失去了右腳與妻子，從此在輪椅上生活，但在公開活動中以義肢步行。輪椅經圖書隊改裝，可以收藏槍枝，在《圖書館革命》中就曾用來獨自制止良化隊員行動（原著中是跟愛妻一起射飛碟運動用的二管霰彈槍，動畫劇場版中換成有雷射瞄準器的SIG P220手槍。
稻嶺和市的角色形象是按照兒玉清創作。

### 次要人物
中澤毬江（聲優：植田佳奈）
小牧幹久青梅竹馬的鄰居，比小牧幹久小十歲。於《圖書館內亂》和TVSP（第13話）中登場，就讀國中時患上了突發性的聽力受損，右耳完全失聰，左耳也要依靠助聽器才聽得到。因為無法聽到自己的聲音，為怕聲浪過大不敢出聲。曾經因為在圖書館內不敢高聲呼救而被色狼非禮。特殊部隊和柴崎合作拘捕犯人後，小牧送了一個「緊急時使用」的哨子給她。
自小就喜歡小牧，見到小牧跟戀人一起出現就會吃醋。後來與小牧相戀，約定大學畢業後結婚。TVSP的劇情主要是以小牧幹久和中澤毬江為主角，在動畫劇場版中只有一幕出場過。
手塚慧（聲優：吉野裕行）
手塚光的哥哥，一等圖書正，為圖書隊社團「未來企畫」的領導人。在手塚光小時候因與父親的理念不合（認為圖書隊應暫時容忍檢閱，避免與良化法衝突，保持中立）而離家出走。曾為了讓弟弟加入未來企劃而陷害笠原。小說第四集中，在柴崎的勸說下選擇脫離中立，和手塚家重修舊好，並以個別社團的身分加入法務部，幫助圖書隊。後來花了三年的時間推動修法，讓圖書隊與良化隊禁止使用槍械，促成廢除檢閱的第一步。
折口瑪姬（聲優：田中理惠）
雜誌「新世相」的編輯主任，中年美人。玄田隊長的前女友，兩人曾同居一段時間，但因為彼此理念不合而分手，玄田離開前曾對其說過『如果妳過了六十歲還沒嫁出去的話，我就會娶妳』，後與玄田保持曖昧關係。反對媒體良化法，一直與圖書館合作進行報導（玄田亦不時明確要求她散發消息）。對作為第一名女性特殊部隊成員的笠原郁十分感興趣，曾因為未經許可拍攝笠原的照片並刊登出來，被堂上指責。
緒形明也（聲優：赤澤涼太）
防衛部圖書特殊部隊副隊長，一等圖書正（後來晉升為三等圖書監）。原媒體良化隊成員，平日是特殊部隊中舉止最成熟的人物。在《別冊圖書館戰爭II》中，他是因為身為公務員的父母期望他也晉身國家公務員行列，而加入媒體良化隊，後來因此與兼職作家的女朋友分手。緒形感到內疚而立志加入圖書隊防衛部，稻嶺司令和玄田都不介意他身為良化隊員的經歷而錄用他，但他初時被其他隊員（如進藤）懷疑有貳心。以射擊能力知名。
在特殊部隊中和堂上一樣，不時在玄田構思瘋狂作戰計劃時充當煞車。進藤說其他隊員都逃避這種工作，將來只能由堂上繼承緒形。
進藤（聲優：中西英樹）
防衛部圖書特殊部隊，一等圖書正（後來晉升為三等圖書監）。以射擊能力知名的狙擊好手。初時因為緒形曾任良化隊員而懷有敵意，後來在反抗良化隊的實戰中承認了緒形的志向，成為好友。
負責在狙擊方面指導手塚，在茨城縣展作戰中受敵方狙擊手所傷，由手塚替他把敵方狙擊手打下來。笑起來很像貓和老鼠卡通中的湯姆貓，已婚。
彦江光正（聲優：石塚運昇）
關東圖書基地副司令，一等圖書監（後來替補司令一職，升為特等圖書監）。防衛部出身的行政派，稻嶺辭職後成為司令，為人公正、評價亦不錯，但因為曾是調查笠原的委員會主席，所以笠原還是不喜歡他。背後被玄田批評個性死板不知變通。因為髮型和眼神尖銳的緣故，被笠原和玄田形容為「禿鷲」。
平賀（聲優：高瀬右光）
警視廳的刑警，被玄田稱為「在警視廳的親戚」，玄田經常利用他去辦事。要求圖書館交出連環殺人犯借書紀錄時被稻嶺一口拒絕。希望盡力扭轉「日野的惡夢」後警察不被圖書館信任的現象。在真人版電影中職級為警部補。
當麻藏人（聲優：一成尾形）
在《圖書館革命》中登場的作家，一直認為「審查和我沒關係」，認為著作避開審查詞彙不為出版社添麻煩才是專業作家。其著作《核爆危機》被恐怖份子參考作為攻擊敦賀核電廠的劇本。恐怖襲擊後通過反恐特措法擴大權力的媒體良化委員會，要求當麻停止寫作活動，當麻於是尋求圖書隊保護。當麻以日本國憲法第21條受侵犯提出行政訴訟，最終在最高裁判所敗訴。當麻接受了笠原「如果連法院都不能守護言論自由，不如流亡外國算了」的建議，經過一番轉折後進入大阪的英國總領事館尋求庇護。原本只屬國內問題的媒體良化法一下子引起世界各國的批判，結果反恐特措法被取消。
作為類似事件，美國九一一襲擊事件亦被認為是模仿湯姆·克蘭西的作品。
兒島清花（聲優：潘惠美）
在動畫劇場版《圖書館戰爭 革命之翼》中登場人物，幾年前書店被良化隊惡劣盤查時被堂上所救，喜歡堂上，曾提出與其交往，但對方以「自己還不夠成熟」為由拒絕。
在堂上腳中槍傷時，幫助他們逃過一劫。知道堂上和笠原兩情相悅並支持著他們。
朝比奈光流（聲優：小野大輔）
法務部官員，曾為了情報而接近柴崎，被識破身分後離開。喜歡柴崎。

## 出版書籍

### 小說
原作者在編寫海之底之時，有川浩的丈夫介紹圖書館宣言而觸發靈感而創作。原定只有3集，不過在出版商的要求，出版第四集《圖書館革命》。小說先後由MEDIA WORKS（現ASCII MEDIA WORKS）和角川書店分別發行精裝版（電擊單行本）和文庫版（角川文庫）。小說版獲得第39回星雲賞日本部門長篇作品獎。2013年3月為止，總銷量為400萬本。此外，外傳作品《別冊圖書館戰爭》則是以戀愛作為故事的重心。
| 册數 | 日文標題 | 中文標題         | MediaWorks（精裝版） | MediaWorks（精裝版）   | 台灣角川      | 台灣角川               | 天聞角川            | 天聞角川               |
| 册數 | 日文標題 | 中文標題         | 發售日期             | ISBN                   | 發售日期      | ISBN                   | 發售日期            | ISBN                   |
| ---- | -------- | ---------------- | -------------------- | ---------------------- | ------------- | ---------------------- | ------------------- | ---------------------- |
| 1    |          | 圖書館戰爭       | 2006年2月10日        | ISBN 978-4-8402-3361-3 | 2008年8月16日 | ISBN 978-986-174-796-5 | 2013年11月5日       | ISBN 978-7-5356-6607-9 |
| 2    |          | 圖書館內亂       | 2006年9月11日        | ISBN 978-4-8402-3562-4 | 2009年2月4日  | ISBN 978-986-174-955-6 |                     | ISBN 978-7-5356-6746-5 |
| 3    |          | 圖書館危機       | 2007年2月10日        | ISBN 978-4-8402-3774-1 | 2009年6月17日 | ISBN 978-986-237-131-2 | 已取得授權 尚未出版 | 已取得授權 尚未出版    |
| 4    |          | 圖書館革命       | 2007年11月10日       | ISBN 978-4-8402-4022-2 | 2009年9月11日 | ISBN 978-986-237-259-3 | 已取得授權 尚未出版 | 已取得授權 尚未出版    |
| 5    |          | 別冊圖書館戰爭I  | 2008年4月10日        | ISBN 978-4-04-867029-6 | 2010年1月27日 | ISBN 978-986-237-463-4 | 已取得授權 尚未出版 | 已取得授權 尚未出版    |
| 6    |          | 別冊圖書館戰爭II | 2008年8月9日         | ISBN 978-4-04-867239-9 | 2010年8月31日 | ISBN 978-986-237-784-0 | 已取得授權 尚未出版 | 已取得授權 尚未出版    |

| 卷數 | 角川書店（文庫版） | 角川書店（文庫版）     |
| 卷數 | 發售日期           | ISBN                   |
| ---- | ------------------ | ---------------------- |
| 1    | 2011年4月23日      | ISBN 978-4-04-389805-3 |
| 2    | 2011年4月23日      | ISBN 978-4-04-389806-0 |
| 3    | 2011年5月25日      | ISBN 978-4-04-389807-7 |
| 4    | 2011年6月23日      | ISBN 978-4-04-389808-4 |
| 5    | 2011年7月23日      | ISBN 978-4-04-389809-1 |
| 6    | 2011年8月25日      | ISBN 978-4-04-389810-7 |

### 漫畫
- 《圖書館戰爭LOVE&WAR》（図書館戦争 LOVE&WAR）於2007年10月24日開始在白泉社LaLa連載，作畫是弓黃色。香港由天下出版代理。台灣由東立出版社代理，並在花樣雜誌上連載。

| 卷數 | 白泉社        | 白泉社                 | 天下出版       | 天下出版               | 東立出版社     | 東立出版社             |
| 卷數 | 發售日期      | ISBN                   | 發售日期       | ISBN                   | 發售日期       | ISBN                   |
| ---- | ------------- | ---------------------- | -------------- | ---------------------- | -------------- | ---------------------- |
| 1    | 2008年4月5日  | ISBN 978-4-592-18046-3 | 2008年8月12日  | ISBN 978-988-2157-00-2 | 2009年1月9日   | ISBN 978-986-10-3054-8 |
| 2    | 2008年8月5日  | ISBN 978-4-592-18047-0 | 2008年11月6日  | ISBN 978-988-2157-78-1 | 2009年4月13日  | ISBN 978-986-10-3055-5 |
| 3    | 2009年3月5日  | ISBN 978-4-592-18048-7 | 2009年6月3日   | ISBN 978-988-2159-78-5 | 2009年7月7日   | ISBN 978-986-10-3546-8 |
| 4    | 2009年9月4日  | ISBN 978-4-592-18049-4 | 2009年12月1日  | ISBN 978-988-8030-10-1 | 2009年12月23日 | ISBN 978-986-10-4486-6 |
| 5    | 2010年3月5日  | ISBN 978-4-592-18050-0 | 2010年11月6日  | ISBN 978-988-8032-98-3 | 2010年6月24日  | ISBN 978-986-10-5472-8 |
| 6    | 2010年9月3日  | ISBN 978-4-592-19316-6 | 2011年6月13日  | ISBN 978-988-8097-24-1 | 2011年4月19日  | ISBN 978-986-10-6516-8 |
| 7    | 2011年3月4日  | ISBN 978-4-592-19317-3 | 2012年5月1日   | ISBN 978-988-8098-82-8 | 2011年10月3日  | ISBN 978-986-10-7568-6 |
| 8    | 2011年9月5日  | ISBN 978-4-592-19318-0 | 2012年10月9日  | ISBN 978-988-8100-13-2 | 2012年9月14日  | ISBN 978-986-10-8883-9 |
| 9    | 2012年5月2日  | ISBN 978-4-592-19319-7 | 2013年3月1日   | ISBN 978-988-8100-66-8 | 2013年1月21日  | ISBN 978-986-317-320-5 |
| 10   | 2012年8月3日  | ISBN 978-4-592-19320-3 | 2013年8月30日  | ISBN 978-988-8213-52-8 | 2013年8月29日  | ISBN 978-986-317-877-4 |
| 11   | 2013年4月5日  | ISBN 978-4-592-19321-0 | 2014年3月5日   | ISBN 978-988-8214-26-6 | 2014年7月10日  | ISBN 978-986-332-688-5 |
| 12   | 2013年9月5日  | ISBN 978-4-592-19322-7 | 2015年11月16日 | ISBN 978-988-8214-58-7 | 2014年12月9日  | ISBN 978-986-337-611-8 |
| 13   | 2014年3月5日  | ISBN 978-4-592-19323-4 | 2016年3月3日   | ISBN 978-988-8216-23-9 | 2015年6月25日  | ISBN 978-986-348-952-8 |
| 14   | 2014年11月5日 | ISBN 978-4-592-19324-1 | 2016年6月14日  | ISBN 978-988-8216-40-6 | 2016年5月6日   | ISBN 978-986-382-299-8 |
| 15   | 2015年6月5日  | ISBN 978-4-592-19325-8 | 2016年8月6日   | ISBN 978-988-8216-55-0 | 2016年9月1日   | ISBN 978-986-431-900-8 |

- 《圖書館戰爭 LOVE&WAR 別冊篇》（図書館戦争 LOVE&WAR 別冊編）

| 卷數 | 白泉社        | 白泉社                                                  | 東立出版社    | 東立出版社             |
| 卷數 | 發售日期      | ISBN                                                    | 發售日期      | ISBN                   |
| ---- | ------------- | ------------------------------------------------------- | ------------- | ---------------------- |
| 1    | 2015年10月5日 | ISBN 978-4-592-21081-8                                  | 2016年9月30日 | ISBN 978-986-470-200-8 |
| 2    | 2016年5月2日  | ISBN 978-4-592-21082-5                                  | 2017年7月17日 | ISBN 978-986-470-201-5 |
| 3    | 2016年12月5日 | ISBN 978-4-592-21083-2                                  | 2018年1月12日 | ISBN 978-986-482-529-5 |
| 4    | 2017年6月5日  | ISBN 978-4-592-21084-9                                  | 2018年3月19日 | ISBN 978-986-486-684-7 |
| 5    | 2017年12月5日 | ISBN 978-4-592-21085-6                                  | 2019年4月8日  | ISBN 978-957-26-0469-4 |
| 6    | 2018年7月5日  | ISBN 978-4-592-21086-3                                  | 2020年2月3日  | ISBN 978-957-26-1681-9 |
| 7    | 2019年2月5日  | ISBN 978-4-592-21087-0                                  | 2021年4月22日 | ISBN 978-957-26-2995-6 |
| 8    | 2019年10月4日 | ISBN 978-4-592-21088-7                                  | 2023年9月25日 | ISBN 978-957-26-4422-5 |
| 9    | 2020年6月5日  | ISBN 978-4-592-22022-0                                  |               |                        |
| 10   | 2021年2月5日  | ISBN 978-4-592-22069-5 ISBN 978-4-592-10621-0（特装版） |               |                        |

- 《圖書館戰爭 LOVE&WAR 番外編》

| 卷數 | 白泉社       | 白泉社                 | 東立出版社   | 東立出版社             |
| 卷數 | 發售日期     | ISBN                   | 發售日期     | ISBN                   |
| ---- | ------------ | ---------------------- | ------------ | ---------------------- |
| 全   | 2021年2月5日 | ISBN 978-4-592-22070-1 | 2023年2月9日 | ISBN 978-957-26-7343-0 |

- 《圖書館戰爭SPITFIRE!》（図書館戦争 SPITFIRE!）於2007年11月在電擊大王連載，作畫是。中文版由台灣角川發行。

| 卷數 | MediaWorks    | MediaWorks             | 台灣角川      | 台灣角川               |
| 卷數 | 發售日期      | ISBN                   | 發售日期      | ISBN                   |
| ---- | ------------- | ---------------------- | ------------- | ---------------------- |
| 1    | 2008年6月27日 | ISBN 978-4-04-867077-7 | 2009年5月23日 | ISBN 978-986-237-115-2 |

## 電視動畫
電視動畫2008年4月10日開始在富士電視台中的noitaminA節目內播映，除了關東地區，其他地區亦陸續先後上映。這是noitaminA第一套小說改編的動畫。

### 主題曲
- 片頭曲：

歌：高橋瞳
作詞：高橋瞳、作曲：平出悟、編曲：平出悟
- 片尾曲：「changes」

歌：Base Ball Bear
作詞：小出祐介、作曲：小出祐介、編曲：Base Ball Bear
- 动画剧场版主题曲：「初恋」

歌：Base Ball Bear

### 各話列表
| 話數                    | 中文標題           | 日文標題                                    | 劇本         | 分鏡         | 演出              | 作畫監督        |
| ----------------------- | ------------------ | ------------------------------------------- | ------------ | ------------ | ----------------- | --------------- |
| 状況 〇一               | 我的王子就在圖書隊 |                                             | 古怒田健志   | 浜名孝行     | 浜名孝行 柿本広大 | 中村悟          |
| 状況 〇二               | 圖書館特殊部隊     | 図書特殊部隊 （ライブラリータスクフォース） | 坂井史世     | サトウシンジ | 誉田晶子          | 清水博幸        |
| 状況 〇三               | 小田原攻防戰       | 小田原攻防戦                                | 谷村大四郎   | 布施木一喜   | 布施木一喜        | 窪田康高        |
| 状況 〇四               | 拯救圖書館司令     | 図書隊司令ヲ奪回セヨ                        | ハラダサヤカ | 安藤貴史     | 安藤貴史          | 沼津雅人        |
| 状況 〇五               | 雙親擾亂作戰       | 両親攪乱作戦                                | 高橋郁子     | 新留俊哉     | 新留俊哉          | 石井明治        |
| 状況 〇六               | 圖書隊不會開火     | 図書隊ハ発砲セズ                            | 古怒田健志   | 河野利幸     | 河野利幸          | 近藤圭一        |
| 状況 〇七               | 戀愛情報探索       | 恋ノ情報探索 （恋のレファレンス）           | 谷村大四郎   | 柿本広大     | 柿本広大          | 中原久文        |
| 状況 〇八               | 策劃者是手塚慧     | 策動セシハ手塚慧                            | ハラダサヤカ | 山本寛       | 筑紫大介          | 清水博幸        |
| 状況 〇九               | 來到了，昇任測驗   | 昇任試験、来タル                            | 坂井史世     | 松澤建一     | 松澤建一          | 波風立流        |
| 状況 一〇               | 返回家鄉           | 里帰リ、勃発                                | 高橋郁子     | 新留俊哉     | 新留俊哉          | 窪田康高        |
| 状況 一一               | 死鬥！茨城縣展警備 | 死闘!茨城県展警備                           | 古怒田健志   | 河野利幸     | 河野利幸          | 中村悟 石井明治 |
| 状況 一二               | 圖書館是為了誰？   | 図書館ハ誰ガタメニ                          | 古怒田健志   | 浜名孝行     | 浜名孝行 柿本広大 | 近藤圭一        |
| 状況 ♥ ♥ （TV版未播放） | 戀愛障礙           | 恋ノ障害                                    | 古怒田健志   | 布施木一喜   | 布施木一喜        | 永島明子        |

## 真人版電影
真人電影由東寶製作，第一部於日本全國2013年4月27日上映，台灣於2013年9月13日上映，香港於2013年11月7日上映。但台灣早在2013年9月2日14點整，國家圖書館、中華民國圖書館學會與本片台灣發行商天馬行空數位於台北市國家圖書館總館國際會議廳合辦本片試映會。
續篇以《圖書館戰爭 -THE LAST MISSION-》的名稱，日本全國於2015年10月上映，講述茨城縣展警備的故事。同期公映《圖書館戰爭—BOOK OF MEMORIES》單集電視劇，講述《圖書館內亂》中小牧因為中澤而被良化隊拘留、和柴崎與朝比奈的故事。
電影情節對照小說內容順序為：《圖書館戰爭》→《圖書館戰爭—BOOK OF MEMORIES》→《圖書館戰爭 -THE LAST MISSION-》
演員
- 堂上 篤 - 岡田准一（V6）
- 笠原 郁 - 榮倉奈奈
- 小牧 幹久 - 田中圭
- 手塚 光 - 福士蒼汰
- 柴崎 麻子 - 栗山千明（特別出演）
- 折口 真希- 西田尚美
- 玄田 龍助 - 橋本潤
- 仁科 巌 - 石坂浩二 (原日野圖書館副館長，關東圖書隊司令)
- 稻嶺 和市 - 兒玉清 (原日野圖書館館長，原著小說中的關東圖書隊司令。因為電影開拍時已逝世，應原作者要求以照片出演。司令改為電影原創人物仁科巖。)
- 武山健次 - 鈴木一真（日语：鈴木一真） (麥秋會幹部)
- 良化隊隊長尾井 谷元- 相島一之（日语：相島一之）
- 刑警 - 嶋田久作（日语：嶋田久作）
- 緒形 明也 - 鄭龍進
- 長井 - 井出卓也
- 明石  - 前野朋哉（日语：前野朋哉）
- 笠原 克宏 - 中原丈雄（日语：中原丈雄）
- 笠原 壽子 - 相築彰子（日语：相築あきこ）
- 朝比奈 修二 - 中村蒼
- 手塚 慧 - 松坂桃李
- 中澤 毬江 - 土屋太鳳
- 進藤 - 波岡一喜（日语：波岡一喜）
- 野邊山 宗八- 草薙良一（日语：草薙良一）
- 落合扶樹（日语：落合モトキ）
- 井坂俊哉（日语：井坂俊哉）
- 工藤俊作（日语：工藤俊作 (俳優)）
- 阿部丈二（日语：阿部丈二）
- 俊藤光利（日语：俊藤光利）
- 黑石高大（日语：黒石高大）
- 國枝量平（日语：国枝量平）
- 岸田達也（日语：岸田タツヤ）
- 鈴木達央

製作人員
- 導演 - 佐藤信介
- 音樂 - 高見優（日语：高見優）
- 攝影監督 - 河津太郎

### 電視劇
特別電視劇《BOOK OF MEMORIES》於同年TBS電視網秋季播映。

## 廣播節目
在動畫廣播期間，在Animate TV及音泉開始網路電台廣播，節目共分為兩個部份，分別為女子寮及男子寮。女子寮出演者為井上麻里奈及澤城美雪。男子寮出演為前野智昭及鈴木達央，此外第三集石田彰以客串身份演出。女子寮在4月10日首播，而男子寮在4月17日首播。逢隔週四及週五廣播，兩個節目均播映7次。

## 外部連結
- 電視動畫官方網站 （页面存档备份，存于） （日語）
- Web廣播『關東圖書基地 廣播課』（页面存档备份，存于）（日語）
- 真人版電影官方網站（日語）
- 真人版電影官方Twitter （页面存档备份，存于）（日語）
- 圖書館自由宣言(日本圖書館協會)（页面存档备份，存于）（日語）
- 電視劇官方網站 （页面存档备份，存于）（日語）